# Everything Burns
"Everything Burns" é uma canção rock alternativa interpretada pelo guitarrista Ben Moody e pela cantora pop Anastacia, para o álbum do filme Quarteto Fantástico, Fantastic 4: The Album.

## Videoclipe
Foi gravado a 30 de Abril e 1 de Maio do ano de 2005, dirigido por Antti Jokinen, em Los Angeles, Califórnia, nos Estados Unidos. O videoclipe mostra Ben Moody e a cantora Anastacia cantando numa cidade à noite, enquanto os dois cantam juntos, são mostradas cenas do filme Quarteto Fantástico, como se os dois cantores estivessem na cidade do filme junto com as personagens.

## Faixas e formatos

### Maxi single
- Everything Burns (Versão do Álbum) - 3.43
- Everything Burns (Instrumental) - 3:43
- Everything Burns (Video Mix) - 3.44
- Everything Burns (Vídeo) - 3.44

### CD single
- Everything Burns (Versão do Álbum) - 3.43
- Everything Burns (Instrumental) - 3:43
- Everything Burns (Vídeo) - 3.44

## Posições
| Tabelas musicais (2005)                 | Melhor posição |
| --------------------------------------- | -------------- |
| Australia ARIA Singles Chart            | 33             |
| Austrian Singles Chart                  | 6              |
| Belgian Singles Chart                   | 41             |
| Danish Singles Chart                    | 11             |
| Dutch Top 40                            | 7              |
| German Singles Chart                    | 11             |
| Greece Singles Chart                    | 6              |
| Italian Singles Chart                   | 2              |
| New Zealand RIANZ Singles Chart         | 24             |
| Spanish Singles Chart                   | 3              |
| Swiss Music Charts\|Swiss Singles Chart | 3              |